# Detlev Rose
Detlev Rose est un militant d'extrême droite allemand né en 1964.
Il travaille au journal allemand Nation und Europa. Essayiste érudit ayant assimilé les exigences de la recherche historique, il est devenu un spécialiste de la démystification des liens supposés du nazisme avec des sociétés secrètes. En 2006 et 2010, il publie respectivement un article et un livre qui démystifient et dénazifient l'expédition allemande au Tibet.
Ses ouvrages sont publiés chez Grabert Verlag, une maison d'édition néonazie.

## Ouvrages
- Die Thule-Gesellschaft: Legende, Mythos, Wirklichkeit, 1994[4]
- Krieger, Dichter, Freiheitskämpfer: kleiner Irland-Reisebegleiter, 2007[5]
- Die deutsche Tibet-Expedition 1938/39: für Himmler auf dem Dach der Welt?, 2010[6]